# College Basketball Crown
El College Basketball Crown (CBC) es un torneo de baloncesto masculino universitario estadounidense, promovido por Anschutz Entertainment Group y Fox Sports. El torneo inaugural se celebrará en 2025 en el Las Vegas Strip, en Paradise, Nevada.

## Selección de equipos
Se seleccionarán dos clasificados automáticos de la Big East Conference, Big Ten Conference y Big 12 Conference, así como diez equipos de forma general, del grupo de equipos que no clasificaron para el torneo de la NCAA. Aunque el anuncio oficial del lanzamiento del torneo no detalló los criterios de selección, una propuesta de septiembre de 2023 indicó que se utilizarían las clasificaciones de la Herramienta de Evaluación de la NCAA (NET) para seleccionar a los equipos, que, en ese momento, se esperaba que incluyeran únicamente equipos de la Big East, la Big Ten y la Big 12. Además, la propuesta indicaba que los equipos seleccionados de esas tres conferencias tendrían que participar en el CBC, lo que les impediría participar en el National Invitation Tournament (NIT) o en cualquier otro torneo de postemporada, en caso de ser seleccionados.
La National Collegiate Athletic Association (NCAA) no permite que las universidades invitadas a un torneo de campeonato de la NCAA declinen participar y luego compitan en otro evento de postemporada; sin embargo, esta regla no aplica al NIT, una competencia secundaria de postemporada administrada por la NCAA. En respuesta a los intentos de lanzar el CBC durante la temporada 2024, la NCAA modificó su proceso de selección para el NIT, introduciendo ofertas automáticas para equipos de las conferencias principales y eliminando las ofertas automáticas que antes se reservaban para los equipos que ganaron el título de la temporada regular de su conferencia pero perdieron el torneo de la misma (generalmente equipos de nivel medio). Estos cambios fueron criticados por muchos, incluyendo universidades de nivel medio, y la NCAA los calificó como "un intento preventivo para mantener la viabilidad del NIT a largo plazo".
De cara al NIT de 2025, se revocaron las dos ofertas automáticas otorgadas previamente a las conferencias Big East, Big Ten y Big 12 (las conferencias comprometidas a participar en la CBC), dejando solo dos ofertas automáticas para la Atlantic Coast Conference (ACC) y la Southeastern Conference (SEC). El NIT también garantiza una oferta para cada una de las doce conferencias, excepto la ACC y la SEC, que tienen la calificación más alta de Ken Pomeroy (KenPom). Finalmente, los campeones de conferencia de la temporada regular que no están en el torneo de la NCAA califican para una oferta automática para el NIT, si su clasificación "KNIT" promedio utilizando siete métricas diferentes (Clasificación "T-Rank" de Bart Torvik (BTR), Índice de poder de baloncesto de ESPN (BPI), KenPom, Índice de Kevin Pauga (KPI), NET, Fuerza del récord (SOR, calculado por ESPN) y Victorias por encima de la burbuja (WAB, calculado por Torvik)) es igual o superior a 125.
Si los dos mejores equipos no pertenecientes a torneos de la NCAA de la Big East, la Big Ten y la Big 12 se comprometen a jugar en la CBC, y estas tres conferencias se ubican (según KenPom) entre las doce mejores, el NIT no podría conseguir un equipo mejor que el tercer mejor equipo no perteneciente a torneos de la NCAA de cada una de esas tres ligas. Dado que la CBC cuenta con diez ofertas generales, podría extender algunas de ellas a equipos de la ACC y la SEC, lo que podría reducir aún más la calidad de los equipos participantes en la NIT si estos aceptaran una oferta de la CBC.

## Campeonatos del CBC
| Año  | Campeón              | Finalista | MVP                   |
| 2025 | Nebraska Cornhuskers | UFC       | Juwan Gary (Nebraska) |